# Altertumsverein Worms
Der Altertumsverein Worms ist ein 1879 gegründeter gemeinnütziger Geschichtsverein und darüber hinaus anerkannte Denkmalpflegeorganisation. Zusammen mit den städtischen Kulturinstitutionen aus Stadtarchiv, Museum im Andreasstift und Stadtbibliothek widmet er sich der Erforschung der Geschichte der Stadt Worms, des Wormsgaus und des ehemaligen Bistums Worms. Als Publikationsorgan dient dem Verein die seit 1929 erscheinende wissenschaftliche Zeitschrift Der Wormsgau.

## Geschichte

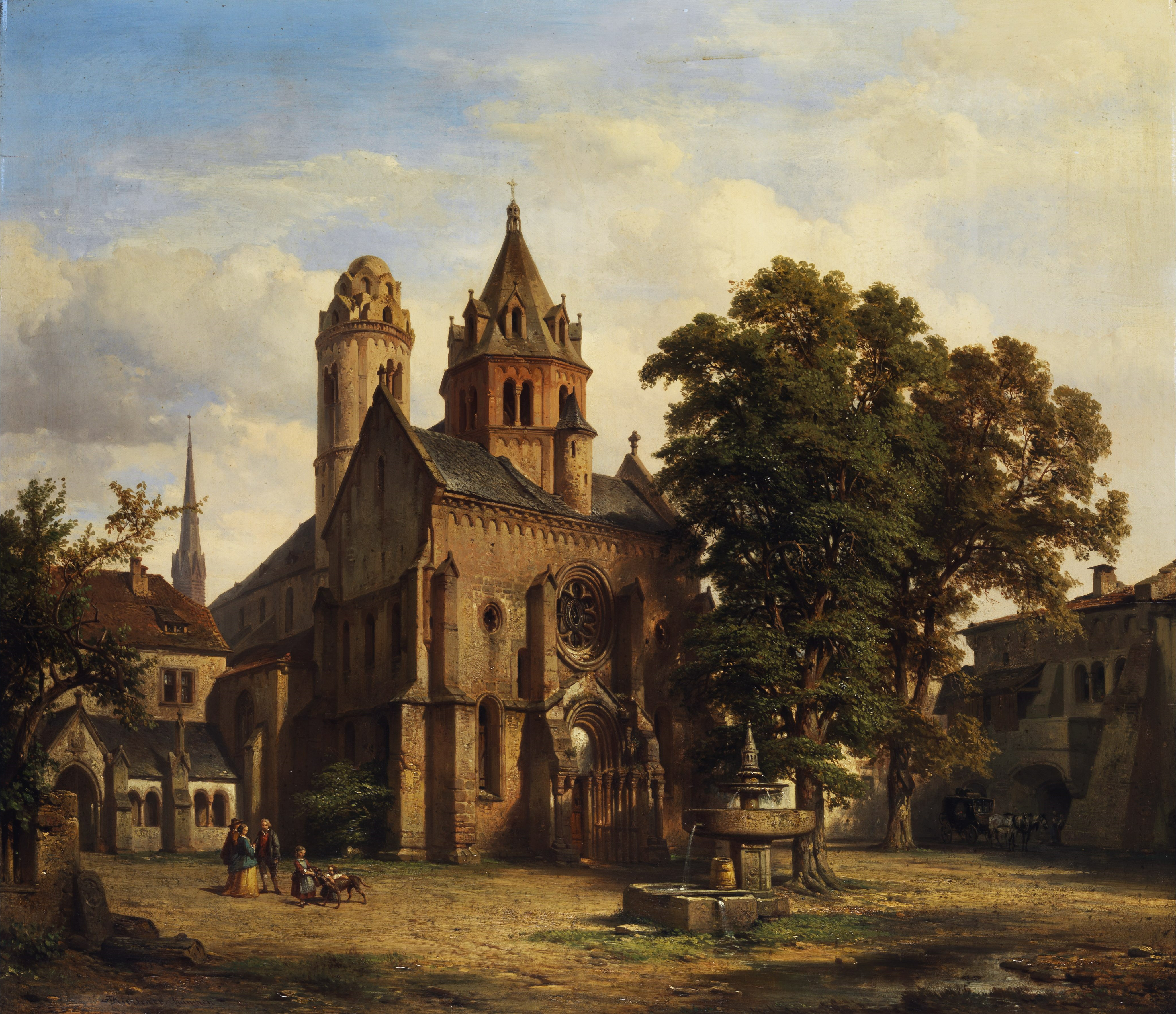
St. Paulus (Gemälde von Albert Emil Kirchner, um 1855), von 1881 bis 1928 Museum des Altertumsverein Worms

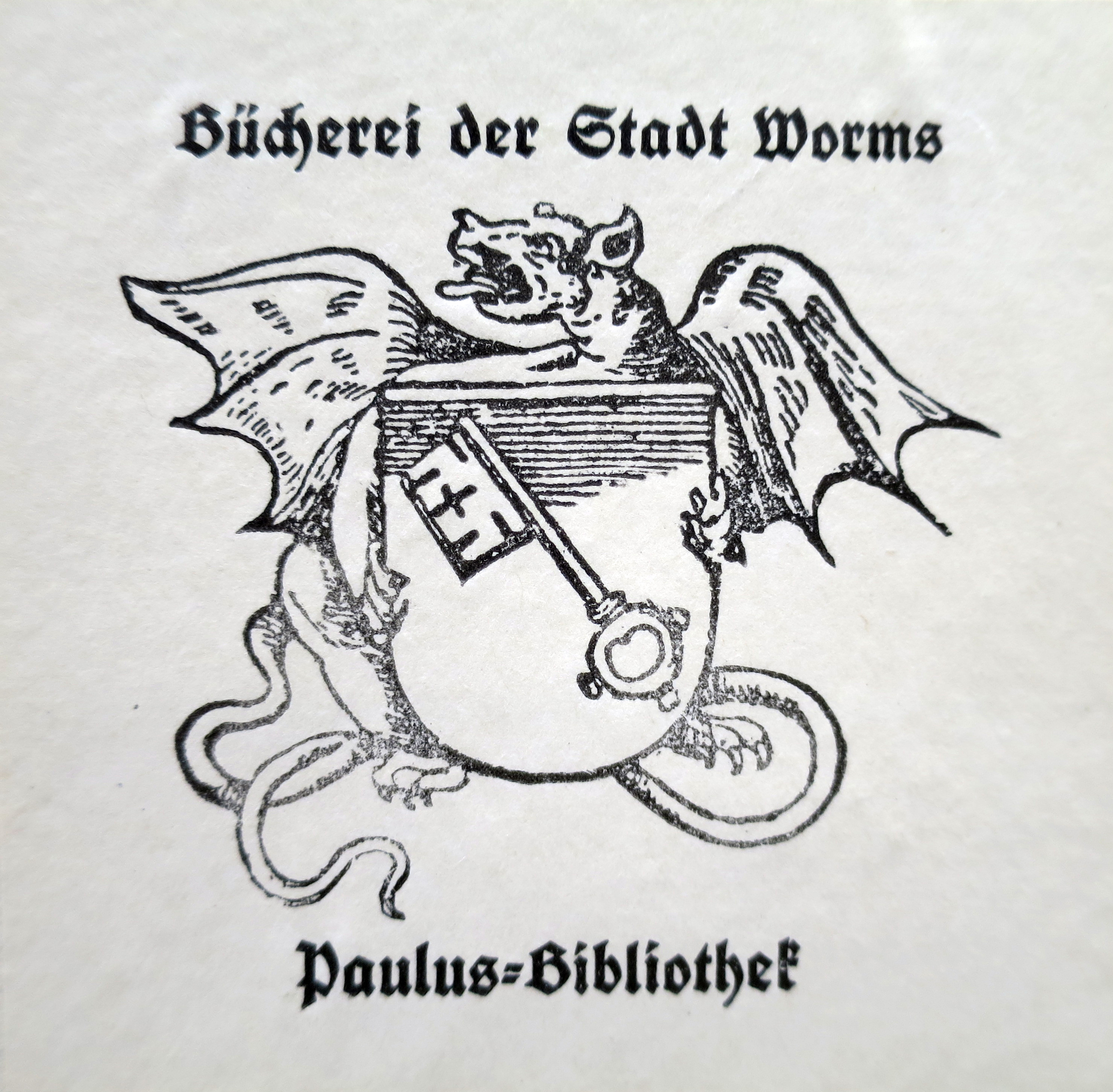
Exlibris der Paulusbibliothek des Altertumsvereins

Der Altertumsverein Worms wurde am 14. Juli 1879 auf Initiative der Mitglieder der Stadtverordnetenversammlung sowie den in Worms wohnenden Mitglieder des Historischen Vereins für das Großherzogtum Hessen gegründet.
Auf Anregung Maximilian von Heyls gründete der Altertumsverein 1881 in der damals profanierten Pauluskirche ein geschichtliches Museum, das Exponate von der Antike bis in das Mittelalter zeigte. Insgesamt war die Gründungsphase des Vereins stark durch die Familie Heyl zu Herrnsheim geprägt. 1883 übergab Maximilian von Heyl seine private Sammlung von Luther- und Reformationsschriften sowie von Lutherbriefen an das vereinseigene Museum und begründete damit die „Lutherbibliothek“ der wissenschaftlichen Stadtbibliothek. 1906 übergab der Altertumsverein die zusammen mit dem Paulusmuseum gegründete Paulusbibliothek an die Stadt Worms, 1928 ging auch das Paulusmuseum in den Besitz der Stadt über. 1930 zog das Museum in das Andreasstift um.
In der Zeit des Nationalsozialismus wurde der Verein in das Kulturprogramm des Dritten Reiches eingebunden. Während des Krieges wurde die Vereinsarbeit jedoch nach und nach eingestellt. 1947 war unter den französischen Besatzungsbehörden eine formelle Neugründung nötig. 1979 erfolgte die Anerkennung des Vereins als Denkmalpflegeorganisation durch das Land Rheinland-Pfalz. 2023 gehörten dem Verein 540 Mitglieder an. Im März 2015 wurde der bis dato eigenständige Verein „Wormser Lederindustrie“ als Arbeitsgemeinschaft in den Altertumsverein Worms aufgenommen.

## Publikationen
In den Jahren 1902 bis 1914 erschien wöchentlich das Montagsblatt Vom Rhein als Beilage in der Wormser Zeitung. 1956 bis 1977 gab es erneut eine Kooperation mit der Wormser Zeitung, monatlich erschienen in ihr die Wonnegauer Heimatblätter.
Seit 1926 erscheint die wissenschaftliche Zeitschrift Der Wormsgau, ein Gemeinschaftswerk von Altertumsverein, Museum, Bibliothek und Archiv.

## Vorsitzende

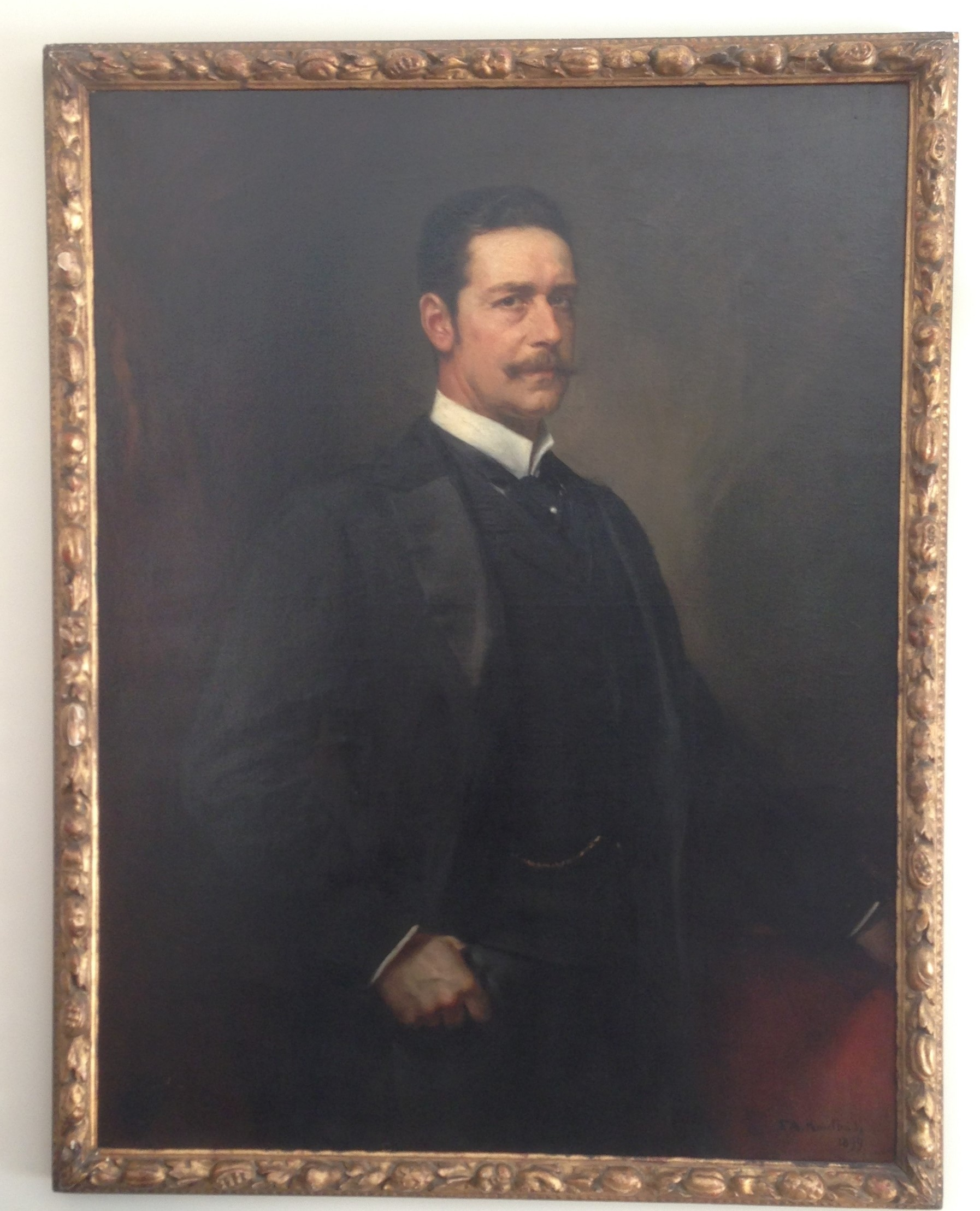
Maximilian von Heyl, Vorsitzender und Mäzen des Altertumsverein

| Name                                           | Amtszeit  |
| ---------------------------------------------- | --------- |
| Friedrich Heimburg                             | 1879–1883 |
| Wilhelm Küchler                                | 1883–1888 |
| Maximilian von Heyl                            | 1888–1921 |
| Cornelius Wilhelm Karl von Heyl zu Herrnsheim  | 1921–1951 |
| Ludwig Cornelius Freiherr Heyl zu Herrnsheim   | 1951–1962 |
| Friedrich Maria Illert                         | 1964–1966 |
| Leonhard Cornelius Freiherr Heyl zu Herrnsheim | 1966–1983 |
| Walter Hotz                                    | 1983–1988 |
| Fritz Reuter                                   | 1989–2004 |
| Josef Mattes                                   | 2005–2020 |
| Burkard Keilmann                               | 2005–     |